# Єлізарово (Ханти-Мансійський район)
Єліза́рово (рос. Елизарово) — село у складі Ханти-Мансійського району Ханти-Мансійського автономного округу Тюменської області, Росія. Входить до складу Кедровського сільського поселення.
Населення — 427 осіб (2010, 429 у 2002).
Національний склад станом на 2002 рік: росіяни — 81 %.